# Rauizuchidy
Rauizuchidy (Rauisuchidae) – rodzina dużych drapieżnych triasowych archozaurów z kladu Crurotarsi, z rzędu rauizuchów (Rauisuchia).
Obejmuje największych i najbardziej zaawansowanych przedstawicieli Rauisuchia. Klasyfikacja pozostaje jednak kwestią sporną – nie jest pewne, jakie rodzaje powinny zostać zaklasyfikowane do rodziny Rauisuchidae, a jakie do Poposauridae i Prestosuchidae. Wczesne analizy kladystyczne w obrębie rauizuchidów klasyfikowały Lotosaurus, Fasolasuchus, Rauisuchus oraz nieopisanego naukowo rauizucha, który później otrzymał nazwę Batrachotomus. Późniejsze badania zasugerowały, że Batrachotomus mógł być jednak bliżej spokrewniony z prestozuchem i należeć do rodziny Prestosuchidae, a bezzębny Lotosaurus został włączony do Ctenosauriscidae, rodziny rauizuchów blisko spokrewnionych z Poposauridae. Dwa rodzaje klasyfikowane wcześniej w rodzinie Poposauridae zostały później przeklasyfikowane na rauizuchidy – Teratosaurus i Postosuchus.
Skamieniałości przedstawicieli Rauisuchidae odkryto w środkowo- i późnotriasowych osadach na terenach dzisiejszych Afryki, Azji, Europy oraz obu Ameryk. W Polsce ich szczątki odnaleziono w Krasiejowie – na ich podstawie opisano nowy gatunek teratozaura – Teratosaurus silesiacus.
Kladogram Rauisuchidae według Brusatte i współpracowników (2010):
|  | Rauisuchus                                                   |
|  |                                                              |
|  | \| \| Postosuchus \| \| \| \| \| \| Teratosaurus \| \| \| \| |
|  |                                                              |
|  | Postosuchus                                                  |
|  |                                                              |
|  | Teratosaurus                                                 |
|  |                                                              |

|  | Postosuchus  |
|  |              |
|  | Teratosaurus |
|  |              |

|  | Rauisuchus                                                   |
|  |                                                              |
|  | \| \| Postosuchus \| \| \| \| \| \| Teratosaurus \| \| \| \| |
|  |                                                              |
|  | Postosuchus                                                  |
|  |                                                              |
|  | Teratosaurus                                                 |
|  |                                                              |

|  | Postosuchus  |
|  |              |
|  | Teratosaurus |
|  |              |

Kladogram Rauisuchidae według Nesbitta (2011):
|  | Rauisuchus |
|  | |
|  | \| \| Polonosuchus \| \| \| \| \| \| Postosuchus alisonae \| \| \| \| \| \| Postosuchus kirkpatricki \| \| \| \| |
|  | |
|  | Polonosuchus |
|  | |
|  | Postosuchus alisonae                                                                                             |
|  | |
|  | Postosuchus kirkpatricki                                                                                         |
|  | |

|  | Polonosuchus             |
|  |                          |
|  | Postosuchus alisonae     |
|  |                          |
|  | Postosuchus kirkpatricki |
|  |                          |